# リン・ラムジー
リン・ラムジー（Lynne Ramsay, 1969年12月5日 - ）は、イギリスの映画監督・脚本家。

## 来歴
1969年12月5日、スコットランド・グラスゴーで生まれる。1995年に英国国立映画テレビ学校を卒業。同学校の卒業制作の短編映画『Small Deaths』は1996年の第49回カンヌ国際映画祭の短編部門で上映され、審査員賞を受賞。1998年の短編『Gasman』も第51回カンヌ国際映画祭で短編部門の審査員賞を受賞。英国アカデミー賞の短編映画賞にもノミネートされた。
1999年、初の長編『ボクと空と麦畑』を発表。第52回カンヌ国際映画祭のある視点部門で上映されたほか、シカゴ国際映画祭シルバー・ヒューゴ賞、ロンドン映画批評家協会賞監督賞を受賞。英国アカデミー賞でも新人賞に当たるカール・フォアマン賞を受賞した。2002年の『モーヴァン』も第55回カンヌ国際映画祭ユース賞、サン・セバスティアン国際映画祭国際映画批評家連盟賞、ロサンゼルス映画批評家協会賞ニュー・ジェネレーション賞など多数の賞を受賞した。
2011年、9年ぶりとなる長編『少年は残酷な弓を射る』を発表。ライオネル・シュライヴァーの同名小説を映画化した本作は、第64回カンヌ国際映画祭のコンペティション部門に出品され、無冠に終わったものの概ね高い評価を受けた。その他、第65回英国アカデミー賞では監督賞、主演女優賞、英国作品賞にノミネートされ、第24回ヨーロッパ映画賞ではティルダ・スウィントンが女優賞を受賞した。
2012年、ハーマン・メルヴィルの小説『白鯨』の舞台を宇宙に置き換えたSF映画『Mobius』の製作をラムジーが計画していることが報じられた。2013年、ナタリー・ポートマンが主演する西部劇『ジェーン』を監督する予定だったが、撮影初日にこのプロジェクトから降板した。また、同年には第66回カンヌ国際映画祭のコンペティション部門の審査員に選出された。
2017年、6年ぶりの監督作となった『ビューティフル・デイ』が第70回カンヌ国際映画祭コンペティション部門で上映され、自身に脚本賞、主演を務めたホアキン・フェニックスに男優賞が授与された。

## フィルモグラフィ

### 長編映画
| 年   | 題名                                             | 役割       |
| ---- | ------------------------------------------------ | ---------- |
| 1999 | ボクと空と麦畑 Ratcatcher                        | 監督・脚本 |
| 2002 | モーヴァン Morvern                               | 監督・脚本 |
| 2011 | 少年は残酷な弓を射る We Need to Talk About Kevin | 監督・脚本 |
| 2017 | ビューティフル・デイ You Were Never Really Here  | 監督・脚本 |
| TBA  | Die, My Love                                     | 監督       |

### 短編映画
| 年   | 題名         | 役割 |
| ---- | ------------ | ---- |
| 1996 | Small Deaths | 監督 |
| 1998 | Gasman       | 監督 |
| 2000 | Kill the Day | 監督 |
| 2012 | Swimmer      | 監督 |